# Ligue majeure de baseball 1952
Navigation
1951 1953
La Ligue majeure de baseball 1952 est la 50e saison depuis le rapprochement entre la Ligue américaine et la Ligue nationale et la 75e saison de ligue majeure. Les Yankees de New York remportent la Série mondiale face aux Dodgers de Brooklyn (4-3).

## Saison régulière

### Événements
Les Dodgers s'assurent du titre en Ligue nationale le 23 septembre après une victoire 5-4 face aux Phillies de Philadelphie à Ebbets Field.
En Ligue américaine, la course au fanion reste très serrée jusqu'au bout entre les Indians de Cleveland et les Yankees de New York. Après les rencontres du 22 septembre, les Indians affichent 90 victoires pour 60 défaites tandis que les Yankees sont à 90-58. Cleveland gagne trois de ses quatre derniers matchs ; les Yankees en remportent cinq sur six et enlèvent le titre.
Lors de cette saison 1952, quinze des seize équipes accueillent des caméras de télévision pour diffuser des rencontres à domicile. Seuls les Pirates de Pittsburgh manquent toujours à l'appel. Six formations sont couvertes pour l'ensemble de leurs 77 matchs à domicile. Les Browns et les Cardinals ne font l'objet que de 5 diffusions, les Senators et les Reds 26, les Tigers 35, les Athletics 42, les Braves, les White Sox et les Phillies 54. 

### Classement de la saison régulière
Légende : V : victoires, D : défaites, % : pourcentage de victoires, GB : games behind ou retard (en matchs) sur la première place.
|                           | V  | D   | %    | GB |
| Yankees de New York       | 95 | 59  | .617 | -- |
| Indians de Cleveland      | 93 | 61  | .604 | 2  |
| White Sox de Chicago      | 81 | 73  | .526 | 14 |
| Athletics de Philadelphie | 79 | 75  | .513 | 16 |
| Senators de Washington    | 78 | 76  | .506 | 17 |
| Red Sox de Boston         | 76 | 78  | .494 | 19 |
| Browns de Saint-Louis     | 64 | 90  | .416 | 31 |
| Tigers de Détroit         | 50 | 104 | .325 | 45 |

|                          | V  | D   | %    | GB   |
| Dodgers de Brooklyn      | 96 | 57  | .627 | --   |
| Giants de New York       | 92 | 62  | .597 | 4.5  |
| Cardinals de Saint-Louis | 88 | 66  | .571 | 8.5  |
| Phillies de Philadelphie | 87 | 67  | .565 | 9.5  |
| Cubs de Chicago          | 77 | 77  | .500 | 19.5 |
| Reds de Cincinnati       | 69 | 85  | .448 | 27.5 |
| Braves de Boston         | 64 | 89  | .418 | 32   |
| Pirates de Pittsburgh    | 42 | 112 | .273 | 54.5 |

### Statistiques individuelles

#### Au bâton
| Catégorie        | Ligue nationale                         | Stat | Ligue américaine          | Stat |
| ---------------- | --------------------------------------- | ---- | ------------------------- | ---- |
| Moyenne au bâton | Stan Musial (Cardinals)                 | .336 | Ferris Fain (Athletics)   | .327 |
| Points produits  | Hank Sauer (Cubs)                       | 121  | Al Rosen (Indians)        | 105  |
| Coups de circuit | Ralph Kiner (Pirates) Hank Sauer (Cubs) | 37   | Larry Doby (Indians)      | 32   |
| Bases volées     | Pee Wee Reese (Dodgers)                 | 30   | Minnie Miñoso (White Sox) | 22   |

#### Lanceurs
| Catégorie                 | Ligue nationale          | Stat | Ligue américaine         | Stat |
| ------------------------- | ------------------------ | ---- | ------------------------ | ---- |
| Moyenne de points mérités | Hoyt Wilhelm (Giants)    | 2.43 | Allie Reynolds (Yankees) | 2.06 |
| Victoires                 | Robin Roberts (Phillies) | 28   | Bobby Shantz (Athletics) | 24   |
| Retraits sur prises       | Warren Spahn (Braves)    | 183  | Allie Reynolds (Yankees) | 160  |
| Sauvetages                | Al Brazle (Cardinals)    | 16   | Harry Dorish (White Sox) | 11   |

## Série mondiale
| Match | Date        | Visiteur            | Hôte                | Score      |
| ----- | ----------- | ------------------- | ------------------- | ---------- |
| 1     | 1er octobre | Yankees de New York | Dodgers de Brooklyn | 2 - 4      |
| 2     | 2 octobre   | Yankees de New York | Dodgers de Brooklyn | 7 - 1      |
| 3     | 3 octobre   | Dodgers de Brooklyn | Yankees de New York | 5 - 3      |
| 4     | 4 octobre   | Dodgers de Brooklyn | Yankees de New York | 0 - 2      |
| 5     | 5 octobre   | Dodgers de Brooklyn | Yankees de New York | 6 - 5 (11) |
| 6     | 6 octobre   | Yankees de New York | Dodgers de Brooklyn | 3 - 2      |
| 7     | 7 octobre   | Yankees de New York | Dodgers de Brooklyn | 4 - 2      |

## Honneurs individuels
| Recrue de l'année     | Joe Black (Dodgers) | Harry Byrd (Athletics)   |
| Meilleur joueur (MVP) | Hank Sauer (Cubs)   | Bobby Shantz (Athletics) |